# Jessica Carter
Jessica Carter (født 27. oktober 1997) er en kvindelig engelsk fodboldspiller, der spiller midtbane og forsvar for engelske Chelsea i FA Women's Super League og Englands kvindefodboldlandshold, siden hendes debut i 2018.
Hun blev første gang indkaldt til det engelske A-landshold i 2018, til en venskabskamp mod Kasakhstan, hvor hun blev indskiftet fra Lucy Bronze, i 77. minut.
Carter er kærester med hendes tyske holdkammerat i Chelsea Ann-Katrin Berger.